# 松井薫平
松井 薫平（まつい くんぺい、1992年1月27日 - ）は、日本の俳優である。2025年3月よりADONIS A所属。
山口県下関市出身。日本大学芸術学部映画学科演技コース卒業。
2016年、映画「下衆の愛」（監督 内田 英治）で劇場映画初出演。その後、映画、ドラマ、舞台、CMと活動の幅を拡げる。かつて株式会社ダブレムに所属していた。

## 人物
- 幼少期から剣道、タップダンスを習う。大学ではサッカー、日舞をしていたため体を動かすことやスポーツ全般が得意。
- 趣味はサッカー、ゴルフ、ゲーム。

## 出演

### 映画
- 下衆の愛 (2016年、監督 内田英治) 妹にキスする男役
- 空 (カラ) の味 (2017年、監督 塚田万理奈) 慶太役
- 身体を売ったらサヨウナラ (2017年、監督 内田英治 ) シンヤ役
- 獣道 (2017年、監督 内田英治) タツヤ役
- デメキン (2017年、監督 山口義高) 鬼炎隊 隊長 松本役
- じんじん〜其のニ〜 (2017年、 監督 山田大樹 ) 助監督役
- 青の帰り道 (2018年、監督 藤井道人) 佐々木役
- どうしようもない僕のちっぽけな世界は、 (2022年、監督 倉本朋幸 )
- この恋は終わってる (2022年、 監督 加藤 綾佳 ) 宮地役
- グッドバイ、 バッドマガジンズ ( 2022年、監督 横山翔一 )

### テレビドラマ
- テレビ朝日 特捜 9 season1 第 7 話（2018、テレビ朝日）太田智志役
- NHK シャキーン!番組内ミニドラマ（2020、Eテレ）太郎さん役
- 映像研には手を出すな!（2020年、MBS・TBSほか）下水道部員役
- シャイロックの子供たち episode1（2022年10月16日、WOWOW）
- CODE－願いの代償－最終話（2023年、日本テレビ系列）記者役
- 風のふく島 第11話（2025年3月22日、テレビ東京）[2]
- 能面検事 第6話（2025年8月15日、テレビ東京） - テレビ局局員 役[3]

### 配信ドラマ
- amazon prime 仮面ライダーアマゾンズ2（2017年）第12話 蛇アマゾンになる隊員役
- ドラマ W 父と息子の地下アイドル（2020年、 監督 横尾初喜）第1話 青年コメンテーター役
- amazon prime 湘南純愛組（2020年、監督 内田英治) 田村亜希光役
- hulu 未来世紀 SHIBUYA（2021年、監督 白石晃士）第一話 金髪警官役
- Netflix 新聞記者（2022年、監督 藤井道人）第 6 話 新聞記者役
- amazon prime 仮面ライダー BLACKSUN（2022年、 監督 白石和彌）第 6 話 捕虜役
- 透明なわたしたち（2024年10月、ABEMA） - 小山内 役

### 舞台
- PARCO プロデュース 露出狂（2016年、 作演 中屋敷法仁）Zepp Blue Theater Tokyo 蒲郡役
- 北九州芸術劇場プロデュース 彼の地II（2018年、 作演 桑原裕子）北九州芸術劇場小劇場
- オーストラマコンドー本公演 someday（2019年、作演 倉本朋幸) すみだパークスタジオ倉
- マコンドープロデュース 平山建設 (2020年、作演 倉本朋幸) 下北沢スターダスト 主役
- マコンドープロデュース fire (2020年、作演 倉本朋幸) 下北沢スターダスト 主役
- 粛々と運針（2021年、演出 倉本朋幸 作 横山拓也）劇小劇場 田熊應介役

### CM
- 助太刀アプリ TVCM（2022年）職人役
- JRA webCM 「ウマのそら。」（2022年）天才プログラマー役
- 鈴鹿サーキット 60周年 CM 「父の想い編」(2022年) 父役、ナレーション